# Мавроталаса
Мавроталаса (грч. Μαυροθάλασσα) је насељено место у општини Висалтија у периферији Средишња Македонија, Грчка. Према попису из 2021. године било је 1.300 становника.
Према бугарском географу и историчару, Василу Канчову, у Мавроталаси је 1900. године живело 300 Грка. Годне 1923. насељено је 107 грчких избегличких породица, укупно 435 особа. На попису из 1928. године Мавроталаси су имали 514 становника. Након исушења Тахинског језера број становника се повећао насељавањем других избегличких породица и спајањем са селом Пиргос, тако је 1940. године у Мавроталасима било 1.401 становника. Село се раније звало Мунух.